# Ralph Canine

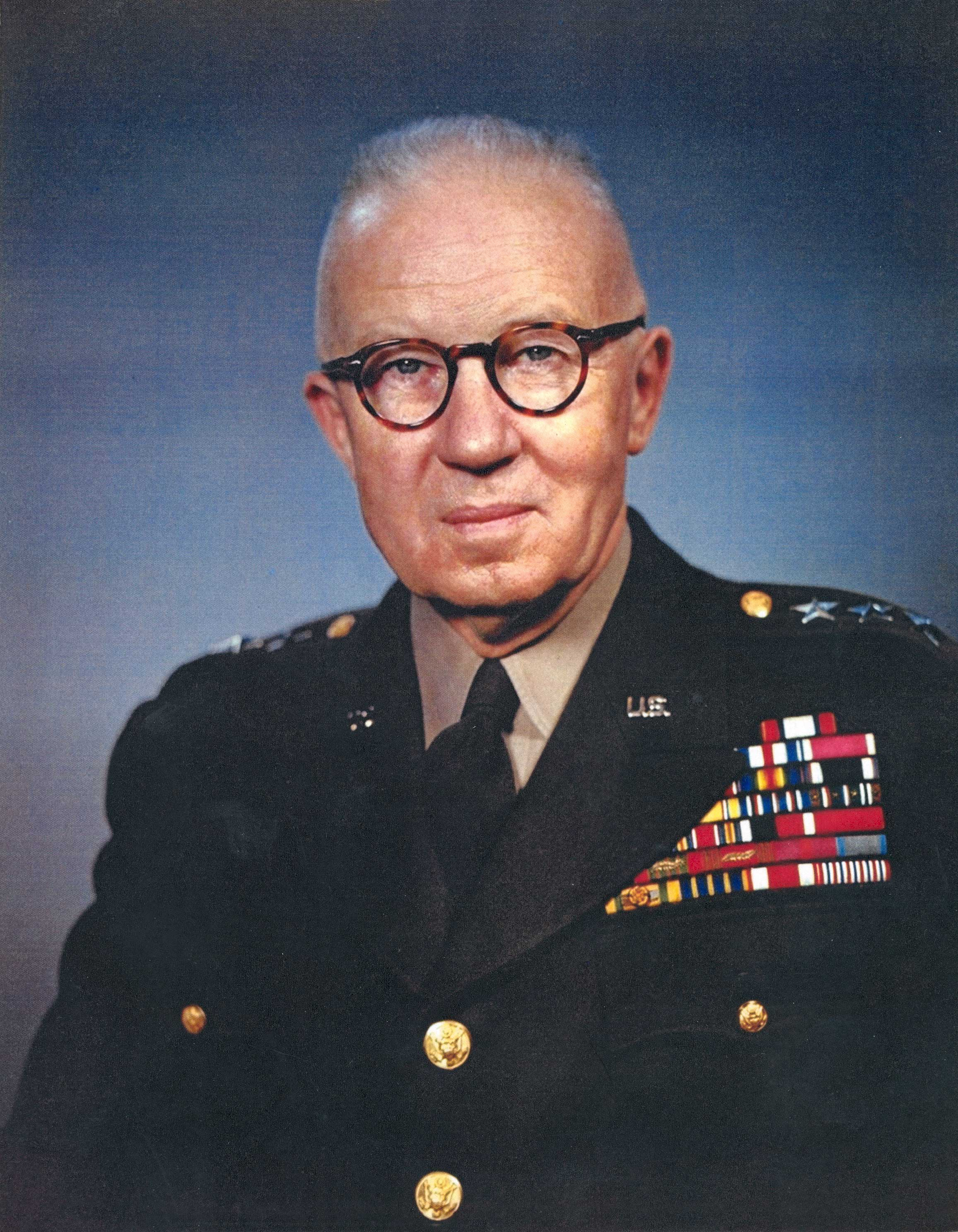
Ralph Canine op een officieel portret.

Ralph J. Canine (Flora (Indiana),  9 november 1895 –  Washington D.C., 8 maart 1969) was van 1952 tot 1956 de eerste directeur van de National Security Agency.
Ralph J. Canine is geboren in Flora (Indiana) en heeft voor het grootste deel van zijn leven gediend als militair. In 1951 werd Canine benoemd tot directeur van de AFSA, wat de eerste echte poging van Verenigde Staten was om het onderzoek naar cryptologie te consolideren. Na één jaar is had president Truman officieel de NSA bekendgemaakt, Canine heeft ervoor gezorgd dat de AFSA opging in de NSA. Canine werd tevens directeur van de NSA, de hoogste behaalbare functie binnen het NSA. Hij is directeur geweest tijden het presidentschap van Truman en Eisenhower, hij overleed onverwachts in maart 1969.